# Andrieapol
Andrieapol (ros. Андреаполь) – miasto w zachodniej Rosji, na terenie obwodu twerskiego.
Miejscowość leży w Rejonie andrieapolskim, którego ośrodek administracyjny stanowi, nad rzeką Dwiną.

## Ludność
Miejscowość liczy 9108 mieszkańców (1 stycznia 2005 r.), co stanowi ok. 52% populacji całego rejonu.
Ludność stanowią niemal wyłącznie Rosjanie.
Liczba mieszkańców miasta w ostatnich latach spada w związku z kryzysem ekonomicznym, powodującym migrację ludności do większych miast Rosji w poszukiwaniu pracy, a także z powodu niskiego przyrostu naturalnego.
Zmiany liczby mieszkańców miasta
| rok  | Liczba mieszkańców (w tys.) |
| ---- | --------------------------- |
| 1959 | 8,4                         |
| 1970 | 9,1                         |
| 1979 | 9,3                         |
| 1989 | 9,6                         |
| 1996 | 10,5                        |
| 2000 | 10,2                        |
| 2003 | 9,3                         |
| 2005 | 9,1                         |

### Historia
Andrieapol został założony w 1907 r.
Prawa miejskie od 1967 r.

## Gospodarka
W mieście znajdują się zakłady przemysłu budowlanego i drzewnego, a także fabryka porcelany oraz przedsiębiorstwo zajmujące się eksploatacją i przetwórstwem wapienia.